# Норузи, Омид
Оми́д Хаджи́ Норузи́  (перс. امید نوروزی‎; 18 февраля 1986, Шираз, Иран) — иранский борец греко-римского стиля, олимпийский чемпион, чемпион мира.
Во время чемпионата мира в Стамбуле, выиграл золотую медаль в категории до 60 кг. В финале победил Алмата Кебиспаева. На Олимпийских играх в Лондоне стал олимпийским чемпионом, победив в финале грузина Реваза Лашхи.
Победитель Азиатских игр в Гуанчжоу в 2010 году.